# 芝浦
芝浦（日语：／ Shibaura */?）是東京都港區的地名，下分一丁目至四丁目。人口20,334人（2013年7月1日）。

## 概要
現在的芝浦地區過去是明治 - 昭和初期的「隅田川口改良計劃」填海地。
芝浦全區位於山手線田町站東側，區內有多條運河，工廠與辦公大樓、倉庫等工商業設施佔去大半，田町站芝浦口周邊為商店街與餐飲街。泡沫經濟時期，這裡是知名海景地點與流行的發送地，擁有有多間迪斯可舞廳與音樂展演空間。近年町內的工廠土地開始進行大規模再開發，興建起多棟公寓大樓。特別是芝浦島所在的芝浦四丁目，近年人口增長十分顯著。
「芝浦」意為芝之浦，原意是指芝一帶的東京灣。「芝」常見於本地一帶的地名，意指草地茂盛的區域，而位於海岸地區則稱之「芝浦」（「浦」有海灣的意思）。另一說是「芝」意指當地海苔養殖所使用的竹架（ひび），竹架在海邊並排，因而稱之「芝浦」。芝浦指現在行政區劃上的芝浦一至四丁目，廣義為港區海岸、港南全域等山手線至東京灣的區域，山手線往內陸的地區稱為芝。
芝浦棧橋、芝浦埠頭站、芝浦PA、芝浦JCT、芝浦出入口位於港區海岸，芝浦下水處理場位於港南。芝浦町內沒有車站，鄰近的車站有田町站、三田站、日之出站、芝浦埠頭站等。

## 歷史
現在的芝浦一帶在過去為江戶灣（東京灣）的淺灘。中世紀起為東京灣的重要海運據點，戰國時代時為後北條氏水軍的據點之一，在北條氏親族吉良頼康與玉繩城主北條綱成的管理下設立。
江戶時代，芝浦作為漁村發展快速，捕到的魚獲被稱為芝肴（しばざかな）在江戶內流傳。這就是所謂的江戶前。芝浦特產為草蝦，另也進行海苔養殖。
- 1912年（明治45年）　隅田川口改良工程開始，開始填海造陸。
- 1919年（大正8年）2月　芝浦海面填海地完成，翌年3月成立芝浦町一 - 三丁目，屬東京市芝區。
- 1932年（昭和7年）　芝浦町一丁目設立外國、國内貨物船專用棧橋芝浦棧橋（芝浦埠頭）。
- 1936年（昭和11年）1月1日　芝浦町與周辺進行町域整理。芝浦町二丁目與周辺地區成立新的芝浦一 - 三丁目。芝浦町三丁目及周邊地區成立西芝浦一 - 四丁目，芝浦町一丁目改為海岸通三丁目。
- 1947年（昭和22年）　芝區與赤坂區、麻布區合併成立港區。芝浦地區更名為東京都港區芝浦、西芝浦。
- 1964年（昭和39年）7月1日　芝浦地區實施住居表示，芝浦與西芝浦統合成立現行的芝浦一 - 四丁目。

### 地名由來
此地原稱「芝之浦」，意為芝村的海岸，後簡稱為「芝浦」。

## 住居表示實施前後的町名變遷
| 實施後     | 實施年月日   | 實施施前（各町名部分地區）             |
| ---------- | ------------ | -------------------------------------- |
| 芝浦一丁目 | 1964年7月1日 | 芝浦一丁目                             |
| 芝浦二丁目 | 1964年7月1日 | 芝浦二丁目                             |
| 芝浦三丁目 | 1964年7月1日 | 西芝浦一丁目、西芝浦三丁目             |
| 芝浦四丁目 | 1964年7月1日 | 芝浦三丁目、西芝浦二丁目、西芝浦四丁目 |

## 再開發
芝浦在1990年代以來，與附近的汐留、品川等填海地進行了多項再開發計畫。其中的代表為位於都營巴士調車場、新三井製糖工廠等舊址，2007年（平成19年）竣工的大規模高層住宅群「芝浦島」。此外，以芝浦4丁目沖電氣工業本社與工廠舊址為建地的高層住宅「CAPITAL MARK TOWER」於同年10月竣工。

## 設施
芝浦一丁目
- 濱松町大廈（東芝、科斯莫石油公司總部）
- YANASE總部
- TOKYO PORTBOWL
- 愛育醫院
- 港區立芝濱小學校
- 港區立芝浦公園
- 港區立傳統文化交流中心

芝浦二丁目
- THK總部

芝浦三丁目
- 港區立芝浦小學校
- 校區創新中心東京
- 東京工業大學附屬科學技術高等學校
- 田町站
- 三菱汽車總部
- 萬代南夢宮遊樂總部

芝浦四丁目
- 芝浦 Island

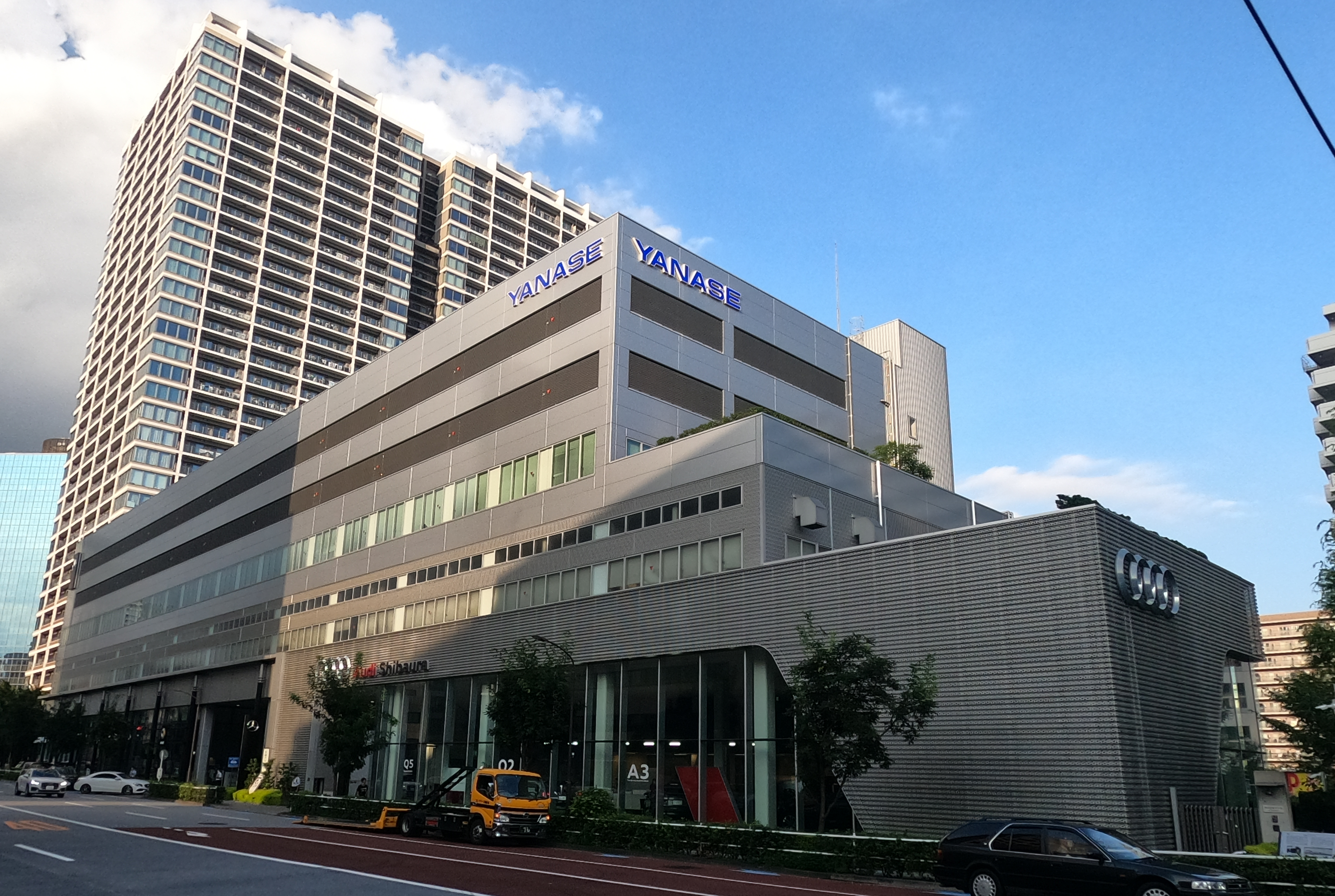
YANASE總部

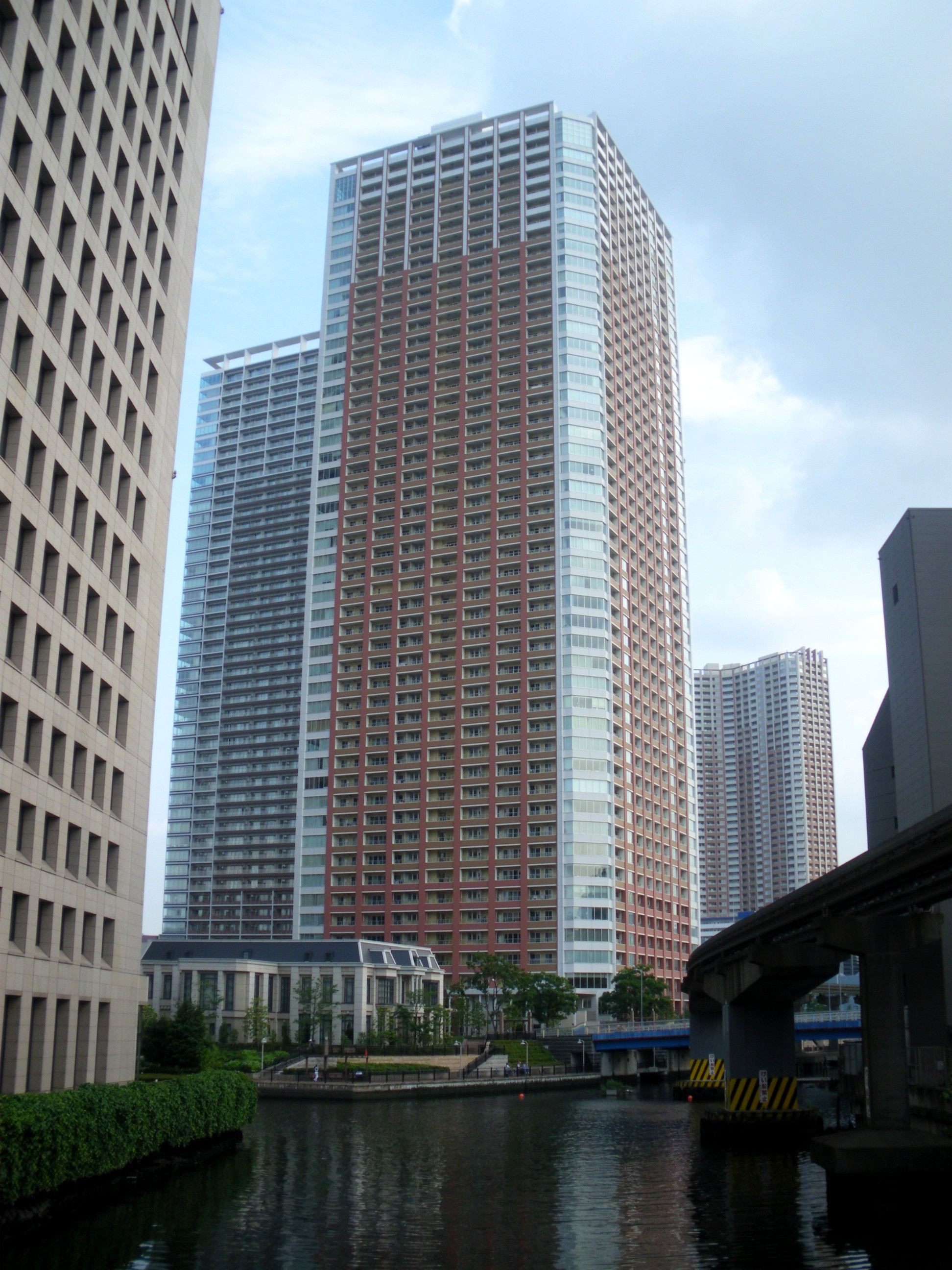
芝浦 Island

- Hotel Villa Fontaine Grand 東京田町
- Toyota Mobility Tokyo總部

## 以芝浦命名的企業組織
- 東芝 - 最早為芝浦製作所。1939年（昭和14年）與東京電氣合併改稱東京芝浦電気、1984年（昭和59年），簡稱「東芝」。
- 芝浦機電（舊芝浦製作所(第二代)） - 東芝系的工業用電氣設備製造商。
  - 芝浦自販機 - 上述為自動販賣機事業所成立的分公司。
- 芝浦電產 - 日本的馬達製造商。之後被日本電產併購更名為日本電産芝浦。
- 石川島芝浦機械 - 日本的農業機械製造商。之後隨著母公司 (IHI)更名而改為IHI芝浦。
- 芝浦工業大學 - 東京都江東區豐洲的工科私立大學。舊址在芝浦校區而得名。
- 芝浦屠宰場 - 正式名稱是東京都中央卸賣市場食肉市場。

## 其他
- 日本最早的職業棒球隊「日本運動協會」發源地（創立於1920年）。以芝浦為本據地，又稱「芝浦協會」。
- 芝浦是日本最早開始廣播放送的地區。參見日本放送協會。
- 町域内郵遞業務由不同分局負責，一丁目郵遞區號為105-0023（芝支店）、二丁目至四丁目為108-0023（高輪支店）。

## 備註
1. ↑  .   [2013-08-08]. （原始内容存档于2014-07-14）.
2. ↑  .   [2013-08-08]. （原始内容存档于2019-06-02）.